# Aulnay (Charente-Maritime)
Aulnay (também chamada de Aulnay-de-Saintonge), é uma comuna localizada no departamento de Charente-Maritime na região de Nova Aquitânia, no sudoeste da França.